# Silver and Cold
«Silver and Cold» es la cuarta canción del álbum de AFI Sing the Sorrow. Es el tercer sencillo, aunque únicamente vio la luz como vídeo.

## Canciones
1. «Silver and Cold» (Radio Edit) - 3:42
2. «Silver and Cold» (Álbum Versión) - 4:11

## Posicionamiento
| Listas                     | Posición |
| -------------------------- | -------- |
| Hot Mainstream Rock Tracks | 39       |
| Alternative Songs          | 7        |